# Киреш
Киреш (мађ. Kőrös) или погрешно Кереш (мађ. Körös), је река у северној Бачкој, директна притока реке Тисе.
Киреш је дуг 90 km, а површина слива му је 950 km² и припада црноморском сливу. Ово је гранична река Србије и Мађарске.

## Порекло имена
Киреш на мађарском значи кружни (тј. који прави кругове), што је у вези са много заокрета које река прави док се пробија кроз лесну зараван Телечке. Постоји и варијанта да је река добила име по много јасенова (лат. Fraxinus) који расту на обали – један од локалних назива реке на мађарском језику је "Kőrös" (са дугом формом слова "ö" оба која се не изговарају у српском, него замењују ненаглашеним "о") а на се мађарском се јасен зове кориш (мађ. kőris). Пошто се у литератури и Мађарске и Српске река често званично ословљава "Кереш-ер" (из мађ. Körös-ér) долази до забуне и мешања са другим рекама овог назива (види: Кереш (река)).

## Ток
Река Киреш извире у пределу између градова Јаношхалма и Кишкунхалаш у Мађарској, тачније у близини места Кунфехерто (надм. вис. 138 m) у области тамошњег "Белог језера" (мађ. Fehér tó). Кроз свој ток Киреш пролази жупанију Бач-Кишкун у Мађарској, а у Србији општину Суботица и општину Кањижа.
Киреш првобитно тече правцем запад-исток поред места Келебија да би затим једним дугим делом (око 14 km) прошла уз границу са Мађарском као природна линија разграничења две државе, пре преласка границе у подручју Суботичке пешчаре, северно од града Суботице.
Једним делом у Мађарској је каналисана (мађ. Köröséri főcsatorna) док при доласку до границе постаје знатно природнија река са једним језером (Келебијски рибњак; мађ. Kelebiai halastavak) и изливима мочварног типа (локалитети "Јасеновац" и "Тресетиште"). Киреш се затим улива у језеро Лудаш те му освежава воду. Река наставља свој пут према Бачким Виноградима где пролазећи поред Мале Пијаце формира широку и дубоку дол, те се улива у рибњак Капитански рит, друго стајаће водено тело чију воду освежава. Напуштајући рибњак, пролази поред Велебита а до ушћа тече кроз пустару Кањишких јароша, где се укршта са хидросистемом Тиса-Палић. Пре ушћа у Тису, Киреш образује широку бару изнад Адорјана (данас вештачка акумулација).
Река Киреш се улива у Тису код Адорјана на надморској висини од 76 m. Река није пловна, осим неких делова где је могућ саобраћај чамцем, али је то углавном забрањено (на пример код Лудоша, који је резерват природе и код рибњака, који је приватизован).

## Историја
Први познати писани запис, заједно са мапом делова реке потиче из 1694. од Марсиљија који реку назива "Кириш" (лат. Kiris).
Хидролог са Суботичког Грађевинског факултета др Лајош Ховањ детаљно је анализирао све микротокове у Бачкој, како из хидролошког тако и из историјског аспекта. Тако он помиње – позивајући се на етнографски рад мр Беседеш Валерије – да је на овој реци функционисао низ водених млинова. То значи да је у прошлости вода реке текла брзо, а из других извора знамо и да је била толико богата водом, да се редовно изливала и поплављала околину.

## Екологија и заштита
Киреш је природна речица са изливима мочварног типа и сачуваним природним приобаљем (ливаде, шаши, врбаци итд.). Због овога је слив ове реке са обе стране границе проглашен за резерват природе I. категорије. Присуство границе омогућио је несметан живот веома ретких организама, међу којима се нарочито издваја слепо куче (Nannospalax leucodon montanosyrmiensis) и лептир мочварни мравник (Phengaris teleius). Због ових специфичности у плану је преко међуграничне сарадње успостављање међународне заштите за ово подручје.
Киреш је једина незагађена притока Лудашког језера те овом такође резервату освежава воду. Киреш је између осталог, и једна од ретких река у Србији где још у природним условима живе чиков и лињак.